# منتخب كوريا الجنوبية لكرة القاعدة للسيدات
منتخب كوريا الجنوبية لكرة القاعدة للسيدات هو ممثل كوريا الجنوبية الرسمي في المنافسات الدولية في كرة القاعدة للسيدات
.